# Alopecosa linzhan
Alopecosa linzhan là một loài nhện trong họ Lycosidae.
Loài này thuộc chi Alopecosa. Alopecosa linzhan được Jun Chen & Da-xiang Song miêu tả năm 2003.